# 레알프 DFB역
레알프 DFB역(독일어: Bahnhof Realp DFB)은 스위스 우리주에 있는 레알프 지자체에 있는 기차역이다. 푸르카 고개 루트를 운행하는 유서 깊은 철도인 푸르카 증기 철도의 동쪽 종점이다. 푸르카 베이스 터널을 통한 정기 서비스는 북쪽으로 약 400m 떨어진 레알프역을 이용한다.

## 역사
1982년 푸르카 베이스 터널이 개통된 후, 레알프와 오버발트 사이의 푸르카 고개 위의 원래 FO 라인은 중단되었다. 그러나 그 노선은 DFB가 운영하는 유산 철도로서 1992년부터 점진적으로 재개통되었다.
재개통된 첫 번째 부분은 레알프와 티펜바흐 사이의 구간으로, 1992년 7월 11일 이후 다시 운영 되었으며, 레알프 종점은 레알프 DFB에 있다. 1993년 7월 30일, DFB는 티펜바흐의 임시 터미널에서 푸르카까지 확장되었다. 이후 푸르카 정상 터널과 무트바흐-벨베데레를 통해 글레치까지 확장되었다.
2010년 8월 12일에 열리는 행사에서 대체된 이전-FO 노선의 나머지 부분은 이번에는 글레치에서 오버발트까지 다른 DFB 확장이 완료된 후 작동으로 돌아간다. 2010년 6월 18일 물리적 재연결을 기념하는 행사에서 금 스파이크를 몰고 노선의 해당 부분을 공식적으로 재개했다.
글레치와 오버발트 사이의 예정된 DFB 서비스는 2010년 8월 13일에 시작될 것이다. 그 시점부터 레알프에서 푸르카 고개를 거쳐 오버발트까지 왕복하는 기차 서비스가 다시 한 번 있을 것이다.

## 운행편
다음 서비스는 레알프 DFB에서 정차한다.
- 6월–9월에는 주말 및 공휴일에 오버발트까지 왕복 3회 운행한다.